# Free at Last: Extended Play Remixes
El Álbum The Free at Last – Extended Play Remixes es un EP de remixes del trío del grupo de musica rap/ rock / pop cristiano DC Talk. El EP fue lanzado en el verano de 1994 inmediatamente después del álbum ganador del premio Grammy y disco de platino Free at Last. Los tres éxitos principales del álbum fueron remezclados para producir este disco. Y fue una serie de tres partes lanzada por ForeFront Records en 1994 con las otras dos por Audio Adrenaline y Code of Ethics. La serie se extendió hasta el año siguiente con lanzamientos de Geoff Moore and the Distance y Rebecca St. James .

## Lista de pistas
1. "Jesus Is Just Alright (Techno Mix)" – 5:28
2. "Jesus Is Just Alright (Retro Mix)" – 6:36
3. "Luv Is a Verb (Gotee Mix)" – 4:32
4. "The Hardway (Video Mix)" – 5:28

## Mezclas
"Jesus Is Just Alright"
La canción y Jesus Is Just Alright (versión dc Talk) en Techno Mix, mezcla la música al estilo Techno. Lo que cambia el ritmo de la canción como lo indica el título. El "Retro Mix" añade un estilo de música disco. Cada una de estas versiones de este lanzamiento fue remezclada por  el DjScott Blackwell.
"Luv Is a Verb"
"Luv Is a Verb" fue remezclado por The Gotee Brothers y recibió un fuerte tratamiento basado en la percusión. The Gotee Brothers estaba compuesto por Toby McKeehan, Todd Collins y Joey Elwood. Esta asociación finalmente se convirtió en Gotee Records, que representa a importantes artistas como GRITS, Relient K y Family Force 5 .
"The Hardway"
Esta versión fue creada para el video musical, Los productores de dc Talk optaron por usar una mezcla ligeramente diferente para el video musical de "The Hardway" que la versión presentada originalmente en el álbum de Free At Last . Este fue el primer lanzamiento oficial de la versión utilizada en el video. Esta versión también se incluyó en intermission: the Greatest Hits en 2000.
Los álbumes cristianos se rastrean en la lista de álbumes cristianos contemporáneos principales de Billboard. Los 40 mejores álbumes se rastrearon quincenalmente en el momento de este lanzamiento, aunque ahora es un seguimiento semanal. Free at Last: Extended Play Remixes abrió en el puesto 36 en la lista de seguimiento de las dos semanas del 20 de agosto de 1994. Dejó el Top 40 durante las siguientes dos semanas, pero volvió a su posición máxima en el No. 35 el 17 de septiembre. Después de ubicarse en el puesto 37 el 1 de octubre, no volvió a ubicarse.

## Créditos del álbum
- Productores ejecutivos: Dan R. Brock y Eddie DeGarmo
- Masterizado por Ken Love en Mastermix en Nashville, TN
- Fotografía del disco por John Falls
- Diseño de portada y fotogramas de Nucleus